# Франчишка Вилчковякова
Франчѝшка Вилчковяко̀ва, с родово име Дѐмбска (на полски: Franciszka Wilczkowiakowa) е полска обществена деятелка и политик, депутат в Законодателния сейм (1919 – 1922).

## Биография
Франчишка Демска е родена на 4 октомври 1880 година в село Белево, близо до Кошчян, Германска империя. През 1916 година става членка на Върховния национален съвет. В 1919 година е избрана за депутат в Сейма от листата на Националната работническа партия. Участва в работата на комисията за социално подпомагане и в конституционната комисия. Умира на 8 март 1963 година в Познан.